# Winter X Games XXIX
I Winter X Games XXIX sono stati la ventinovesima edizione della manifestazione organizzata dalla ESPN, si sono svolti dal 23 al 26 gennaio 2025 ad Aspen, negli Stati Uniti d'America.

## Risultati

### Snowboard
| Evento | Evento       | Oro                  | Argento         | Bronzo               |
| Uomini | Slopestyle   | Redmond Gerard       | Mark McMorris   | Taiga Hasegawa       |
| Uomini | SuperPipe    | Scotty James         | Yūto Totsuka    | Ayumu Hirano         |
| Uomini | Big Air      | Hiroto Ogiwara       | Taiga Hasegawa  | Rocco Jamieson       |
| Uomini | Knuckle Huck | Wang Ziyang          | Patrick Hofmann | Dusty Henricksen     |
| Uomini | Street Style | Francis Jobin        | Nate Haust      | Benjamin Milam       |
| Donne  | Slopestyle   | Zoi Sadowski-Synnott | Kokomo Murase   | Mia Brookes          |
| Donne  | SuperPipe    | Chloe Kim            | Maddie Mastro   | Sara Shimizu         |
| Donne  | Big Air      | Anna Gasser          | Reira Iwabuchi  | Zoi Sadowski-Synnott |
| Donne  | Knuckle Huck | Kokomo Murase        | Mia Brookes     | Lily Dhawornvej      |
| Donne  | Street Style | Iris Pham            | Telma Särkipaju | Jaylen Hanson        |

### Freestyle
| Evento | Evento       | Oro              | Argento           | Bronzo            |
| Uomini | Slopestyle   | Luca Harrington  | Andri Ragettli    | Mac Forehand      |
| Uomini | SuperPipe    | Nicholas Goepper | Alex Ferreira     | Hunter Hess       |
| Uomini | Big Air      | Miro Tabanelli   | Luca Harrington   | Matěj Švancer     |
| Uomini | Knuckle Huck | Alexander Hall   | Matěj Švancer     | Juho Saastamoinen |
| Uomini | Street Style | Colby Stevenson  | Tucker FitzSimons | Evan McEachran    |
| Donne  | Slopestyle   | Tess Ledeux      | Olivia Asselin    | Anni Kärävä       |
| Donne  | SuperPipe    | Cassie Sharpe    | Li Fanghui        | Amy Fraser        |
| Donne  | Big Air      | Flora Tabanelli  | Grace Henderson   | Tess Ledeux       |
| Donne  | Knuckle Huck | Rell Harwood     | Tereza Korábová   | Anni Kärävä       |
| Donne  | Street Style | Olivia Asselin   | Bella Bacon       | Marion Balsamo    |

## Medagliere
| Posiz. | Nazione       | Oro | Argento | Bronzo | Totale |
| ------ | ------------- | --- | ------- | ------ | ------ |
| 1      | Stati Uniti   | 7   | 6       | 7      | 20     |
| 2      | Canada        | 3   | 2       | 2      | 7      |
| 3      | Giappone      | 2   | 4       | 3      | 9      |
| 4      | Nuova Zelanda | 2   | 1       | 2      | 5      |
| 5      | Italia        | 2   | 0       | 0      | 2      |
| 6      | Austria       | 1   | 1       | 1      | 3      |
| 7      | Cina          | 1   | 1       | 0      | 2      |
| 8      | Francia       | 1   | 0       | 1      | 2      |
| 9      | Australia     | 1   | 0       | 0      | 1      |
| 10     | Svizzera      | 0   | 2       | 0      | 2      |
| 11     | Finlandia     | 0   | 1       | 3      | 4      |
| 12     | Regno Unito   | 0   | 1       | 1      | 2      |
| 13     | Rep. Ceca     | 0   | 1       | 0      | 1      |
| Totale | Totale        | 20  | 20      | 20     | 60     |